# La Bastiglia (Chagall)
La Bastiglia è un dipinto a olio su tela (81x100 cm) realizzato nel 1953 dal pittore Marc Chagall; fa attualmente parte di una collezione privata.